# Округ Шелби (Илиноис)
Округ Шелби (енгл. Shelby County) је округ у америчкој савезној држави Илиноис.

## Демографија
По попису из 2010. године број становника је 22.363, што је 530 (-2,3%) становника мање 2000. године.
| Група             | 2000.          | 2010.          |
| Белци             | 22.581 (98,6%) | 21.922 (98,0%) |
| Афроамериканци    | 35 (0,2%)      | 50 (0,2%)      |
| Азијати           | 49 (0,2%)      | 56 (0,3%)      |
| Хиспаноамериканци | 110 (0,5%)     | 180 (0,8%)     |
| Укупно            | 22.893         | 22.363         |